# Dundicut
Dundicut è una cultivar di peperoncino della specie Capsicum annuum originaria del Sindh, in Pakistan. Sono anche conosciuti in Asia come gol lal mirch.
Venduti essiccati, i dundicut hanno dimensioni e sapore simili agli Scotch bonnet, ma non sono così piccanti e sono di una specie diversa.

## Caratteristiche
I frutti, piccoli, rotondi e di colore rosso rubino, crescono rivolti verso l'alto.
Secondo un importante venditore di spezie negli Stati Uniti, i dundicuts sono "piuttosto piccanti, con un sapore corposo e complesso. Un singolo peperone tritato aggiungerà calore e sapore a un piatto per due". La valutazione della piccantezza per i dundicuts, misurata in unità Scoville, varia da un minimo di 30000 a un massimo di 65000.
I dundicuts sono un ingrediente comune nel cibo per pappagalli.